# Хоган, Майкл
Майкл Хоган (англ. Michael Hogan) — актёр, известный по своей роли Сола Тая (англ. Saul Tigh) в сериале «Звёздный крейсер «Галактика»» и Билли в фильме «Арахисовое масло». Родился в 1949 году, но полную дату рождения держит в секрете.

## Карьера
Хоган начал свою карьеру в 1972 с нескольких телешоу, а также оперы. Но его действительно звёздной ролью был полковник Сол Тай в сериале Звёздный крейсер «Галактика». Арахисовое масло (англ. The Peanut Butter Solution) — ещё один известный фильм с его участием. Это детский фильм. Одиннадцатилетний Майкл теряет все волосы из-за загадочной болезни, известной как «испуг», и использует напиток, чтобы вернуть себе волосы, но чрезмерное количество масла приводит к неожиданным последствиям.
Жена Майкла, Сьюзан (англ. Susan Hogan) — также актриса, известная по фильмам The Brood, Narrow Margin и Disturbing Behavior. Вместе они часто появляются как семейная пара в сериале «Секс в другом городе» (англ. The L Word).
Их сын, Габриэль Хоган (англ. Gabriel Hogan), также снимается, причём с раннего возраста.
Майкл Хоган получил кинопремию Джини в номинации Лучший второстепенный актёр в 1991 году за роль в фильме Solitaire. Также был номинирован на «Джемини» в 2003.
- Снимался в эпизоде сериала Секретные материалы.
- Снимался в 13 эпизоде 2 сезона сериала Первая волна.
- Майкл Хоган озвучил Капитана Бэйли в Mass Effect 2 и Mass Effect 3.
- Снимался в 12 эпизоде 1 сезона сериала «Хранилище 13»
- Снимался в 6 эпизоде 7 сезона сериала «Сверхъестественное»
- Снимался в 9 эпизоде 10 сезона сериала «Тайны Смолвиля»
- Снимался со 2-го сезона в сериале «Волчонок» в роли Джеральд Арджент
- Сыграл роль Шона Барлоу в 22 эпизоде 5 сезона сериала «Менталист»
- Снимался в 2-х эпизодах сериала «Звёздный крейсер «Галактика» (мини-сериал)» в роли Сола Тая
- Снимался в 1-4 сезонах сериала «Звёздный крейсер«Галактика»#Телевизионный сериал (2004—2009)» в роли Тая Соула
- Снимался в 7 эпизоде 1 сезона сериала «Леденящие душу приключения Сабрины» в роли дедушки Харви

## Личная жизнь
Женат на Сьюзан (англ. Susan Hogan), у них трое детей (актриса Jennie Rebecca Hogan, актёр Gabriel Hogan и Charlie Hogan. В настоящее время Майкл с женой проживают на острове Bowen.